# 흰꼬리수리속
흰꼬리수리속(Haliaeetus)은 수리과의 한 속이다. 흰꼬리수리, 참수리를 포함한 4종이 속해 있다.

## 하위 종
- 흰머리수리
- 팔라스바다수리
- 흰꼬리수리
- 참수리